# Periplaneta vosseleri
Periplaneta vosseleri es una especie de cucaracha, un insecto blatodeo de la familia Blattidae.

## Taxonomía
Fue descrito por primera vez en 1908 por Shelford. 